# Blarina brevicauda hooperi
Blarina brevicauda hooperi es una subespecie de musaraña de la familia soricidae.

## Distribución geográfica
Se encuentra en Norteamérica: los Estados Unidos.